# Heuchelheim-Klingen
Heuchelheim-Klingen är en kommun i Landkreis Südliche Weinstraße i förbundslandet Rheinland-Pfalz i Tyskland. Kommunen bildades 7 juni 1969 genom en sammanslagning av kommunerne Heuchelheim och Klingen.
Kommunen ingår i kommunalförbundet Verbandsgemeinde Landau-Land tillsammans med ytterligare 13 kommuner.